# Стара река (приток на Голяма Камчия)
Вижте пояснителната страница за други значения на Стара река.
Стара река (или Текедере) е река в Североизточна България, област Шумен – община Шумен, ляв приток на река Голяма Камчия. Дължината ѝ е 32 km.
Стара река води началото си от извор-чешма „Бешбунар“ (или „Башпунар“) под името Текедере, на 300 м н.в., в местността Стража, на ЮЗ от бившето с. Стража, северно от град Шумен. До село Васил Друмев тече в югоизточна посока, като заобикаля от североизток град Шумен. След селото завива на юг и се влива отляво в река Голяма Камчия на 64 м н.в., в южния край на село Ивански.
Площта на водосборния басейн на реката е 128 км2, което представлява 2,4% от водосборния басейн на река Камчия. Основен приток – Карагьоз Кюпру (ляв).
Реката е с дъждовно-снежно подхранване с максимален отток през месец март, а минимален – септември-октомври.
По течението на реката в Община Шумен са разположени 3 села: Илия Блъсково, Благово и Ивански.
Водите на реката основно се използват за напояване, като по течението ѝ и по притоците ѝ са изградени няколко микроязовира, най-голям от тях е язовир „Ивански“.

## Топографска карта
- Лист от карта K-35-30. Мащаб: 1 : 100 000.
- Лист от карта K-35-31. Мащаб: 1 : 100 000.